# Hans Cossy

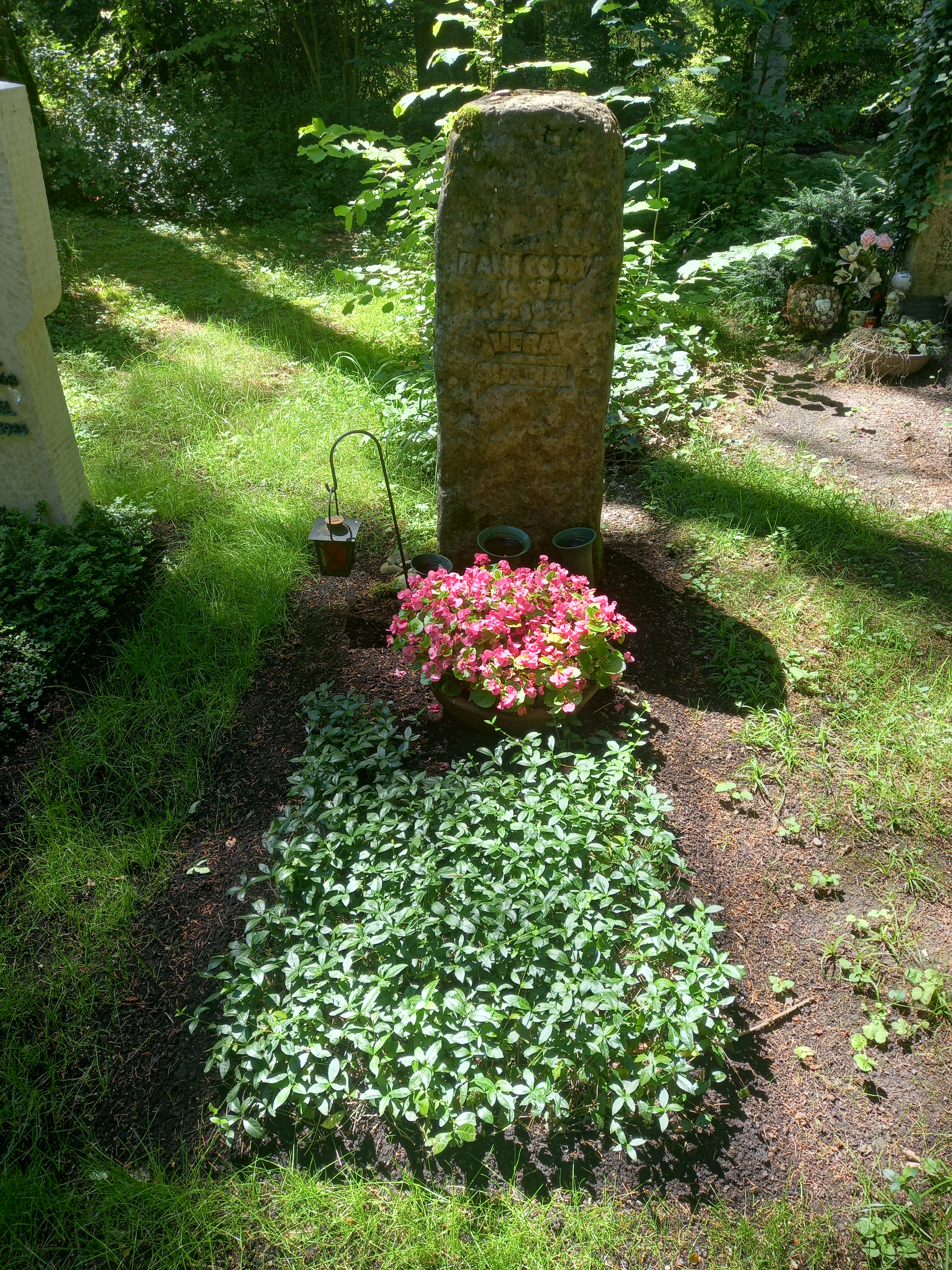
Das Grab von Hans Cossy und Vera Brühne auf dem Waldfriedhof Solln in München

Hans Cossy (* 4. Oktober 1911 als Hans Cosiolkofsky in Köln; † 31. Juli 1972 in Bayreuth) war ein deutscher Schauspieler und Synchronsprecher.

## Leben
Hans Cossy nahm von 1927 bis 1929 Schauspielunterricht bei O. Kaiser in Köln und gab sein Theaterdebüt als Valentin in Goethes Faust in Bad Godesberg. Es folgten Bühnenengagements in Bonn, Wuppertal, Köln und München. Ab 1946 arbeitete Cossy zusätzlich beim Film, später kam auch das Fernsehen hinzu. Er spielte eine Nebenrolle an der Seite Hildegard Knefs in Alraune (1952) und spielte den General Erich Fellgiebel neben Bernhard Wicki in Es geschah am 20. Juli über das Hitler-Attentat. 
Einem großen Publikum wurde Cossy aber vor allem durch zwei Fernsehrollen bekannt: 1966 spielte er den stellvertretenden Oberkommandierenden der Raumstreitkräfte, Marschall Kublai Krim, in der erfolgreichen Science-Fiction-Serie Raumpatrouille. Im selben Jahr spielte er auch den Patrick Kinsey in dem Straßenfeger Die Gentlemen bitten zur Kasse über den britischen Postraub.
Daneben war Cossy auch in der Synchronisation aktiv und lieh seine Stimme u. a. Sarek (Mark Lenard), dem Vater von Mr. Spock in der Fernsehserie Raumschiff Enterprise. Er war auch als Hörspielsprecher in zahlreichen Produktionen zu hören, darunter im einzigen Paul-Temple-Hörspiel, das beim Bayerischen Rundfunk 1959 unter der Regie von Willy Purucker entstand, in Paul Temple und der Conrad-Fall.
Cossys Ehe (1937 bis 1953) mit Vera Kohlen, 1961 bekanntgeworden unter ihrem zweiten Ehenamen Vera Brühne, entstammte die Tochter Sylvia (1941–1990). Mit Brühne liegt er auf dem Waldfriedhof Solln in München begraben. Von 1965 bis 1969 war er mit seiner Kollegin Emely Reuer verheiratet.

## Filmografie (Auswahl)
- 1948: Der Herr vom andern Stern
- 1952: Alraune
- 1955: Das Lied von Kaprun
- 1955: Rosen im Herbst
- 1955: Es geschah am 20. Juli
- 1959: Der Engel, der seine Harfe versetzte
- 1959: Das große Messer (TV)
- 1960: Es geschah an der Grenze (Fernsehserie)
- 1960: Eine Geschichte aus Soho – Instinkt ist alles (Fernsehserie)
- 1961: Schwarzer Kies
- 1962: Verräterische Spuren
- 1963: In einer fremden Stadt
- 1963: Interpol (Fernsehserie, Folge 3 Herz ist Trumpf)
- 1964: Die Zeit der Schuldlosen
- 1964: Nachtzug D 106
- 1964: Die fünfte Kolonne – Eine Puppe für Klein-Helga (Fernsehserie)
- 1964: Der gelbe Pullover
- 1964: Das Kriminalmuseum – Der Schlüssel (Fernsehserie)
- 1966: Die Gentlemen bitten zur Kasse (Fernseh-Dreiteiler)
- 1966: Raumpatrouille – Die phantastischen Abenteuer des Raumschiffs Orion
- 1968: Das Kriminalmuseum – Der Scheck (Fernsehserie)
- 1968: Peter und Sabine
- 1968: Sherlock Holmes – Folge: Die Bruce-Partington-Pläne als Mycroft Holmes (Fernsehserie)
- 1968: Detektiv Quarles (Fernsehserie)
- 1969: Herzblatt oder Wie sag ich’s meiner Tochter?
- 1970: Die Berufe des Herrn K
- 1970: Pater Brown – Der rote Mond von Meru (Fernsehserie)
- 1971: Das haut den stärksten Zwilling um
- 1973: Butler Parker – Die Hellseherin (Fernsehserie)
- 2003: Raumpatrouille Orion – Rücksturz ins Kino

## Hörspiele (Auswahl)
- 1959/60: Francis Durbridge: Paul Temple und der Conrad-Fall (8 Teile) (Elliot France) – Regie: Willy Purucker (Original-Hörspiel, Kriminalhörspiel – BR)
- 1964: Roald Dahl: Lammkeule – Regie: Otto Düben (Kriminalhörspiel – WDR)
- 1966: Dorothy L. Sayers: Glocken in der Neujahrsnacht (4 Teile) (Cranton) – Regie: Otto Kurth (Hörspielbearbeitung, Kriminalhörspiel – BR)